# Adam Tomčáni
Adam Tomčáni ( 4. prosince 1755, Kamanová –  24. července 1831, Pešť) byl fyzik a pedagog.
Narodil se 4. prosince 1755 v Kamanové (dnes okres Topoľčany) v zemanské rodině Adama Tomčániho a jeho ženy Rosiny.
Od roku 1778 studoval filozofii na univerzitě v Budíně a později matematiku a fyziku na zeměměřičském institutu v Budíně. Zpočátku byl asistentem na zeměměřičském ústavu, později na katedře mechaniky a přírodních věd v Pešti (1790–1791) a také profesorem fyziky na akademii ve Velkém Varadíně (1791–1798). Přednášel fyziku na Královské akademii v Bratislavě (1799–1801) a nakonec byl profesorem na katedře fyziky a mechaniky strojů na univerzitě v Pešti, kde byl také děkanem ( 1804–1805) a rektorem ( 1823–1824). Jeho nástupcem se stal další významný vědec slovenského původu Štefan Anián Jedlík. Tomčáni je autorem několika vysokoškolských učebnic. Například v Institutiones physicae (1821–1822) jasně rozlišil jednotlivé obory fyziky a poprvé od ní oddělil astronomii a fyzickou geografii. Kniha odrážela skutečnost, že A. Tomčáni byl prvním světským profesorem fyziky na Slovensku.
Jeho nejvýznamnějším dílem je monografie o galvanismu Dissertatio de theoria phaenomenorum electricitatis galvaniae (1809), první svého druhu nejen na Slovensku, ale i v celém Uhersku. V této 355stránkové knize zkoumal fyzikální a chemické vlastnosti elektrického článku, galvanismus v jednoduchých vodičích a v organických látkách. Význam díla vystupuje do popředí, když si uvědomíme, že se jednalo o nový vědní obor. Tomčáni se podílel také na výzkumu následků zemětřesení v Maďarsku.
Spolu s dalšími učenci navrhl v roce 1802 založení Uherské přírodovědecké a lékařské společnosti. Tato iniciativa se nesetkala s pochopením. Zemřel 24. července 1831 v Budapešti.